# Искра-Амонд
«И́скра-Амонд» (1995—1997 — ЦСК ВВС «Искра», 1997—2018 — «Искра») — российский женский волейбольный клуб из Самары.

## Достижения
- 6-е место в чемпионате России среди команд суперлиги — 1998.
- Обладатель Кубка России 2000;
  - серебряный (1998) и бронзовый (1999) призёр розыгрышей Кубка России.

## История
Женская волейбольная команда «Искра» была создана в 1975 году на базе коллектива физкультуры куйбышевского завода КАТЭК (с 1975 — Завод имени Тарасова). В 1980-е годы команда выступала в классе «А». В 1992—2009 и 2011—2012 принимала участие в чемпионатах России. В 1996—1999 и 2000—2002 выступала в суперлиге. В 1998 году добилась лучшего для себя результата в российских первенствах, заняв 6-е итоговое место. В 2000 «Искра» вышла победителем розыгрыша Кубка России.
Все годы существования команды «Искра» ею руководит Евгений Александрович Дущенко.
В 2009 году команда прекратила своё существование, но в 2011 была воссоздана и приняла участие в чемпионате России 2011/2012 (высшая лига «Б»). К следующему же первенству «Искра» допущена не была.
Сезон 2012/2013 «Искра» провела, выступая в первенстве Приволжской волейбольной ассоциации (первая лига чемпионата России), где заняла 1-е место и вернулась в высшую лигу «Б».
Сезон 2017/2018 в высшей лиге «Б» завершила на 2-м месте и была включена в высшую лигу «А», но незадолго до старта во втором по значимости дивизионе вынуждена была вернуться в лигу «Б», не получив достаточного финансирования для выступления классом выше.
С 2018 в названии клуба и команды появилось имя титульного спонсора — группы строительных компаний «Амонд».  
Из-за недостатка финансирования в сезоне 2021—2022 «Искра-Амонд» опустилась классом ниже и должна была стартовать в первой лиге чемпионата России, но в ноябре было объявлено о прекращении деятельности клуба и расформировании команды.

## Результаты в чемпионатах России
| Сезон     | Лига                    | Место |
| --------- | ----------------------- | ----- |
| 1992/93   | Высшая лига Б           | 8     |
| 1993/94   | Высшая лига Б           | 4     |
| 1994/95   | Высшая лига Б           | 7     |
| 1995/96   | Высшая лига А           | 1     |
| 1996/97   | Суперлига               | 7     |
| 1997/98   | Суперлига               | 6     |
| 1998/99   | Суперлига               | 11    |
| 1999/2000 | Высшая лига             | 2     |
| 2000/01   | Суперлига               | 7     |
| 2001/02   | Суперлига               | 12    |
| 2002/03   | Высшая лига А           | 10    |
| 2003/04   | Высшая лига А           | 4     |
| 2004/05   | Высшая лига А (Европа)  | 9     |
| 2005/06   | Высшая лига А (Европа)  | 6     |
| 2006/07   | Высшая лига А (Европа)  | 4     |
| 2007/08   | Высшая лига А (Европа)  | 5     |
| 2008/09   | Высшая лига А (Европа)  | 11    |
| 2011/12   | Высшая лига Б           | 18    |
| 2012/13   | Первая лига (Приволжье) | 1     |
| 2013/14   | Высшая лига Б           | 10    |
| 2014/15   | Высшая лига Б           | 12    |
| 2015/16   | Высшая лига Б           | 10    |
| 2016/17   | Высшая лига Б           | 9     |
| 2017/18   | Высшая лига Б           | 2     |
| 2018/19   | Высшая лига Б           | 3     |
| 2019/20   | Высшая лига Б (Центр)   | 2     |
| 2020/21   | Высшая лига Б           | 9     |

## Сезон 2020—2021

### Состав
| №  | Имя, фамилия          | Год рождения | Рост | Амплуа      |
| -- | --------------------- | ------------ | ---- | ----------- |
| 1  | Алёна Абдалина        | 2003         | 182  | центральная |
| 2  | Анастасия Шакина      | 2004         | 183  | центральная |
| 3  | Ирина Жаркова         | 2004         | 177  | нападающая  |
| 5  | Полина Числова        | 2005         | 189  | нападающая  |
| 6  | Яна Леванькова        | 2004         | 181  | нападающая  |
| 7  | Анастасия Сараева     | 2005         | 171  | либеро      |
| 8  | Александра Пантелеева | 2001         | 169  | либеро      |
| 9  | Валерия Забара        | 2002         | 175  | нападающая  |
| 10 | Алина Измайлова       | 2000         | 188  | центральная |
| 11 | Динара Бикчантаева    | 2003         | 177  | нападающая  |
| 14 | Ульяна Кеваева        | 2001         | 187  | связующая   |
| 16 | Илона Алеева          | 1997         | 175  | связующая   |
| 17 | Серафима Дёмина       | 2005         | 162  | либеро      |

- Главный тренер — Евгений Дущенко.
- Старший тренер — Любовь Фёдорова.